# بازار نعلبندان
بازار نعلبندان در مرکز شهر گرگان قرار دارد و یکی از اماکن تاریخی این شهر به حساب می‌آید که از جنوب به خیابان امام خمینی و از غرب به محله سرچشمه متصل است. ترکیب بافت این بازار به صورت خطی است و به میدان بازارچه متصل می‌شود. بازار نعلبندان در قدیم خلاف بازار شهرهای بزرگ مانند اصفهان، تبریز و … سر پوشیده نبوده و دکان‌ها در دو ردیف راسته با درهای تخته‌ای و تاشو بودند. هر راسته به‌طور عمده متعلق به یک صنف نظیر راسته نجاران، زرگران، دباغان و کفش‌دوزان بوده‌است.

در گذشته در راسته بزازان فضای بزرگی برای نعل زدن به اسب بوده و کاروان‌های مختلفی که از این مسیر می‌گذشتند اسبان خود را در آنجا نعل می‌زدند که می‌تواند دلیلی برای نام این بازار باشد.
در کتاب احسن الطوانین آمده‌است: (قدیمی‌ترین بازار استرآباد بازار نعلبندان است)

بر اساس مدارک موجود قدمت این بازار به سال ۳۷۵ هجری قمری بر می‌گردد. مسجد جامع که در جوار بازار قرار دارد، قدیمی‌ترین مسجد شهر است.

در حال حاضر بازار نعلبندان یکی از بازارهای فعال شهر گرگان به‌شمار می‌رود که از مراکز مهم عرضه انواع محصولات بومی و غیربومی است و محصولات مهم صنایع دستی آن، به ویژه دستبافت‌های ترکمنی معروفیت خاصی دارد.